# Atletismo nos Jogos Olímpicos de Verão de 2024 - Revezamento 4x400 m misto

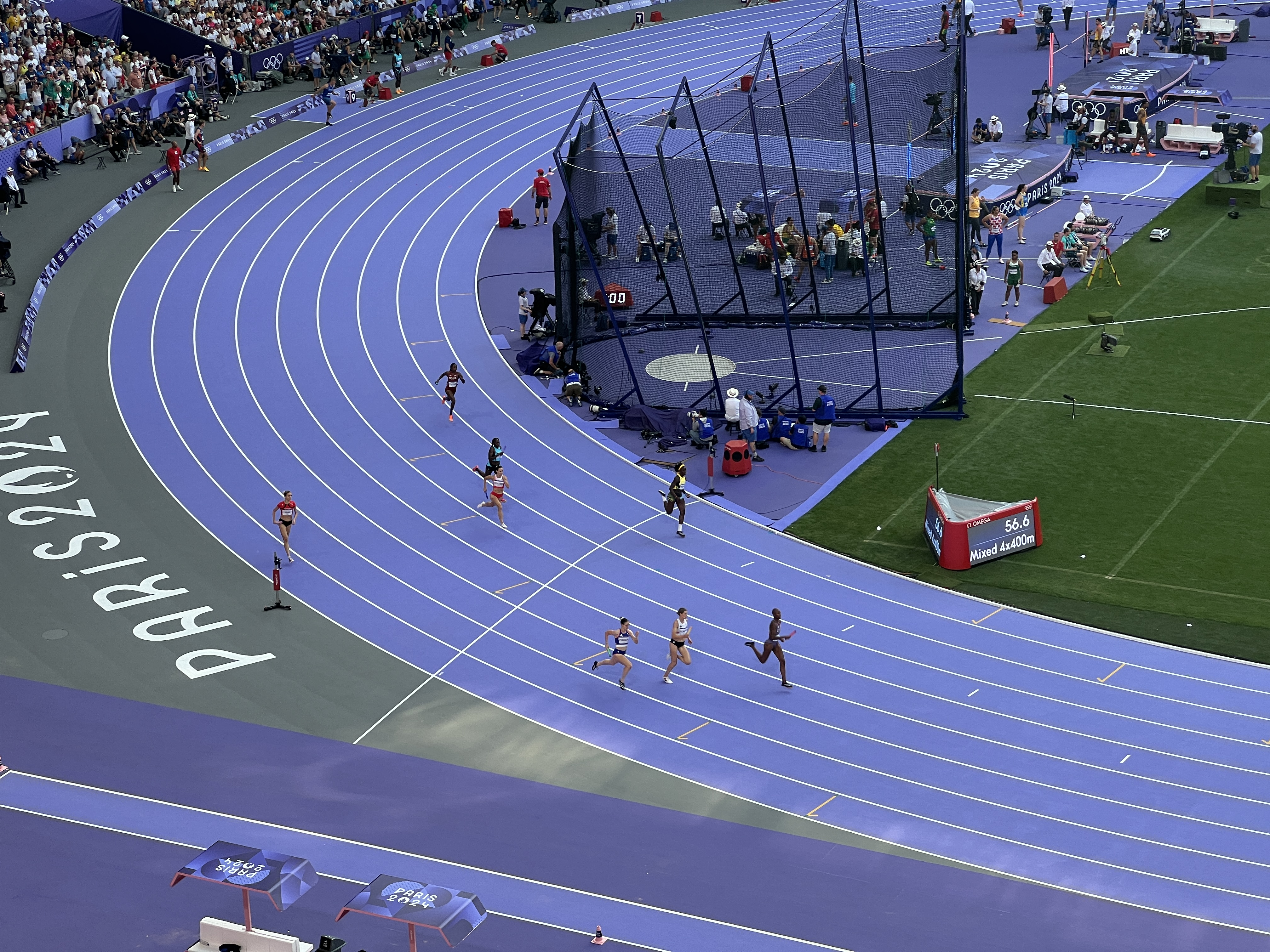
Velocistas durante uma das baterias da primeira rodada

A prova do revezamento 4x400 m misto do atletismo nos Jogos Olímpicos de Verão de 2024 ocorreu em 2 e 3 de agosto de 2024 no Stade de France, em Paris. Um total de 70 atletas de 16 Comitês Olímpicos Nacionais (CON) participaram do evento.

## Qualificação
Para o revezamento 4x400 metros misto, o período de qualificação foi entre 1 de julho de 2023 e 30 de junho de 2024. Quatorze equipes se classificaram através da World Athletics Relays de 2024 e as duas vagas restantes foram concedidas às equipes com as melhores classificações no ranking da World Athletics durante o período de qualificaçao.

## Formato
O evento usa o formato de duas fases (primeira rodada e final). São duas baterias iniciais na primeira rodada, com as três primeiras equipes em cada uma e as duas com os melhores tempos no geral avançando para a final.

## Calendário
Horário local (UTC+2)
| Data                | Horário | Fase            |
| ------------------- | ------- | --------------- |
| 2 de agosto de 2024 | 19:10   | Primeira rodada |
| 3 de agosto de 2024 | 20:55   | Final           |

## Medalhistas
|  | NED Países Baixos                                                         |  | USA Estados Unidos                                       |  | GBR Grã-Bretanha                                                              |
|  | Eugene Omalla Lieke Klaver Isaya Klein Ikkink Femke Bol Cathelijn Peeters |  | Vernon Norwood Shamier Little Bryce Deadmon Kaylyn Brown |  | Samuel Reardon Laviai Nielsen Alex Haydock-Wilson Amber Anning Nicole Yeargin |

## Recordes
Antes desta competição, os recordes mundiais e olímpicos da prova eram os seguintes:
| Tipo | Atleta                                                                                   | Tempo (m) | Local     | Data                 |
| ---- | ---------------------------------------------------------------------------------------- | --------- | --------- | -------------------- |
|      | Estados Unidos · (Justin Robinson, Rosey Effiong, Matthew Boling, Alexis Holmes)         | 3:08.80   | Budapeste | 19 de agosto de 2023 |
|      | Polônia · (Karol Zalewski, Natalia Kaczmarek, Justyna Święty-Ersetic, Kajetan Duszyński) | 3:09.87   | Tóquio    | 31 de julho de 2021  |

### Por região
| Região                             | Equipe (atletas)                                                                         | Tempo (m) |
| ---------------------------------- | ---------------------------------------------------------------------------------------- | --------- |
| África                             | Quênia · (Zablon Ekwam, Mary Moraa, Kelvin Tauta, Mercy Chebet)                          | 3:11.88   |
| Ásia                               | Bahrein · (Musa Isah, Aminat Yusuf Jamal, Salwa Eid Naser, Abbas Abubakar Abbas)         | 3:11.82   |
| Europa                             | Polônia · (Karol Zalewski, Natalia Kaczmarek, Justyna Święty-Ersetic, Kajetan Duszyński) | 3:09.87   |
| América do Norte, Central e Caribe | Estados Unidos · (Justin Robinson, Rosey Effiong, Matthew Boling, Alexis Holmes)         | 3:08.80   |
| Oceania                            | Austrália · (Bendere Oboya, Anneliese Rubie, Tyler Gunn, Alex Beck)                      | 3:17.00   |
| América do Sul                     | Colômbia · (Jhon Perlaza, Lina Licona, Nicolás Salinas, Evelis Aguilar)                  | 3:14.48   |

## Resultados

### Primeira rodada
As três primeiras equipes em cada bateria avançam à final (Q), assim como as duas equipes mais rápidas no geral (q).

#### Bateria  1
| Pos. | Raia | CON                | Atletas                                                                            | Tempo   | Notas            |
| ---- | ---- | ------------------ | ---------------------------------------------------------------------------------- | ------- | ---------------- |
| 1    | 6    | USA Estados Unidos | Vernon Norwood, Shamier Little, Bryce Deadmon, Kaylyn Brown                        | 3:07.41 | Q,               |
| 2    | 8    | FRA França         | Muhammad Abdallah Kounta, Louise Maraval, Téo Andant, Amandine Brossier            | 3:10.60 | Q,               |
| 3    | 7    | BEL Bélgica        | Jonathan Sacoor, Helena Ponette, Kévin Borlée, Naomi Van Den Broeck                | 3:10.74 | Q,               |
| 4    | 2    | JAM Jamaica        | Raheem Hayles, Junelle Bromfield, Zandrion Barnes, Stephenie Ann McPherson         | 3:11.06 | q,               |
| 5    | 5    | POL Polônia        | Maksymilian Szwed, Marika Popowicz-Drapała, Karol Zalewski, Justyna Święty-Ersetic | 3:11.43 | q,               |
| 6    | 9    | SUI Suíça          | Charles Devantay, Giulia Senn, Lionel Spitz, Yasmin Giger                          | 3:12.77 | Recorde nacional |
| 7    | 3    | KEN Quênia         | David Sanayek Kapirante, Veronica Kamumbe Mutua, Boniface Mweresa, Mercy Chebet    | 3:13.13 |                  |
| 8    | 4    | BAH Bahamas        | Wendell Miller, Javonya Valcourt, Alonzo Russell, Quincy Penn                      | 3:14.58 |                  |

#### Bateria  2
| Pos. | Raia | CON                      | Atletas                                                                      | Tempo   | Notas            |
| ---- | ---- | ------------------------ | ---------------------------------------------------------------------------- | ------- | ---------------- |
| 1    | 4    | GBR Grã-Bretanha         | Samuel Reardon, Laviai Nielsen, Alex Haydock-Wilson, Nicole Yeargin          | 3:10.61 | Q,               |
| 2    | 6    | NED Países Baixos        | Eugene Omalla, Lieke Klaver, Isaya Klein Ikkink, Cathelijn Peeters           | 3:10.81 | Q                |
| 3    | 3    | ITA Itália               | Luca Sito, Anna Polinari, Edoardo Scotti, Alice Mangione                     | 3:11.59 | Q                |
| 4    | 5    | NGR Nigéria              | Samuel Ogazi, Ella Onojuvwevwo, Ifeanyi Emmanuel Ojeli, Patience Okon George | 3:11.99 | Recorde nacional |
| 5    | 7    | IRL Irlanda              | Christopher O'Donnell, Sophie Becker, Thomas Barr, Sharlene Mawdsley         | 3:12.67 |                  |
| 6    | 2    | UKR Ucrânia              | Oleksandr Pohorilko, Tetyana Melnyk, Danylo Danylenko, Maryana Shostak       | 3:15.51 |                  |
| 7    | 9    | GER Alemanha             | Jean Paul Bredau, Alica Schmidt, Manuel Sanders, Eileen Demes                | 3:15.63 |                  |
| 8    | 8    | DOM República Dominicana | Erick Joel Sánchez, Milagros Durán, Robert King, Anabel Medina               | 3:18.39 |                  |

### Final
As três equipes mais rápidas conquistam as medalhas.
| Pos.              | Raia | CON                | Atletas                                                                          | Tempo   | Notas            |
| ----------------- | ---- | ------------------ | -------------------------------------------------------------------------------- | ------- | ---------------- |
| Medalha de ouro   | 7    | NED Países Baixos  | Eugene Omalla, Lieke Klaver, Isaya Klein Ikkink, Femke Bol                       | 3:07.43 | Recorde europeu  |
| Medalha de prata  | 5    | USA Estados Unidos | Vernon Norwood, Shamier Little, Bryce Deadmon, Kaylyn Brown                      | 3:07.74 |                  |
| Medalha de bronze | 8    | GBR Grã-Bretanha   | Samuel Reardon, Laviai Nielsen, Alex Haydock-Wilson, Amber Anning                | 3:08.01 | Recorde nacional |
| 4                 | 4    | BEL Bélgica        | Alexander Doom, Helena Ponette, Jonathan Sacoor, Naomi Van Den Broeck            | 3:09.36 | Recorde nacional |
| 5                 | 2    | JAM Jamaica        | Raheem Hayles, Junelle Bromfield, Zandrion Barnes, Stephenie Ann McPherson       | 3:11.67 |                  |
| 6                 | 9    | ITA Itália         | Luca Sito, Giancarla Trevisan, Edoardo Scotti, Alice Mangione                    | 3:11.84 |                  |
| 7                 | 3    | POL Polônia        | Maksymilian Szwed, Justyna Święty-Ersetic, Karol Zalewski, Alicja Wrona-Kutrzepa | 3:12.39 |                  |
|                   | 6    | FRA França         | Muhammad Abdallah Kounta, Louise Maraval, Fabrisio Saïdy, Amandine Brossier      | DSQ     | TR 17.1.2        |

Legenda
| Recorde mundial      | Recorde mundial (World record)               |                       | Recorde africano                      | Recorde africano (African) |                                           | Q | Classificado por posição (Qualified) |
| Recorde olímpico     | Recorde olímpico (Olympic record)            | Recorde da América    | Recorde da América (Americas)         | q                          | Classificado por melhor tempo (Qualified) |   |                                      |
| Melhor marca do ano  | Melhor marca do ano (World leading)          | Recorde asiático      | Recorde asiático (Asian)              | DNS                        | Não largou (Did not start)                |   |                                      |
| Recorde nacional     | Recorde nacional (National record)           | Recorde europeu       | Recorde europeu (European)            | DNF                        | Não terminou (Did not finish)             |   |                                      |
| Recorde pessoal      | Recorde pessoal do atleta (Personal best)    | Recorde da Oceania    | Recorde da Oceania (Oceania)          | DSQ / DQ                   | Desclassificado (Disqualified)            |   |                                      |
| Recorde da temporada | Recorde da temporada do atleta (Season best) | Recorde sul-americano | Recorde sul-americano (South America) | NM                         | Sem marca (No mark)                       |   |                                      |